# Kalkmagerrasenkomplex bei Weyer
Koordinaten: 50° 32′ 50″ N, 6° 40′ 19″ O

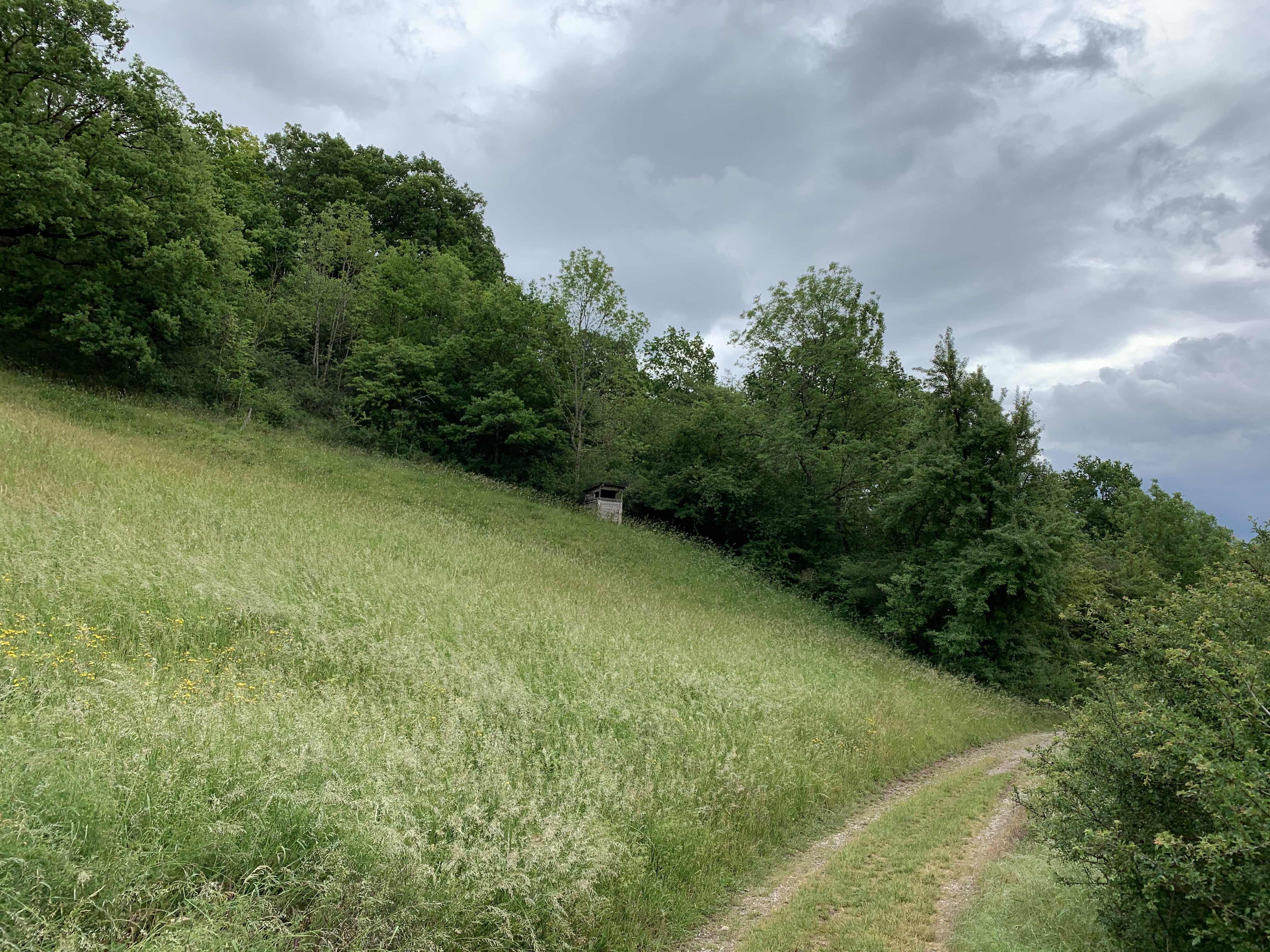
Kalkmagerrasenkomplex bei Weyer

Das Naturschutzgebiet Kalkmagerrasenkomplex bei Weyer liegt auf dem Gebiet der Stadt Mechernich im Kreis Euskirchen in Nordrhein-Westfalen.
Das Gebiet erstreckt sich südlich der Kernstadt Mechernich und nördlich, östlich und südlich des Mechernicher Stadtteils Weyer. Durch das Gebiet verläuft die B 477, die A 1 verläuft östlich.

## Bedeutung
Für Mechernich ist seit 2003 ein 124,77 ha großes Gebiet unter der Kenn-Nummer EU-128 als Naturschutzgebiet ausgewiesen. Die Unterschutzstellung erfolgt insbesondere zur Erhaltung und Pflege der Kalkhalbtrockenrasen mit ihrer typischen Tier- und Pflanzenwelt.